# Kasachische U20-Eishockeynationalmannschaft
Die kasachische U20-Eishockeynationalmannschaft vertritt den Eishockeyverband Kasachstans im Eishockey in der U20-Junioren-Leistungsstufe bei internationalen Wettbewerben. Sie spielt mit der U20-Weltmeisterschaft 2026 wieder in der Division 1A.

## Geschichte
Bereits vor Auflösung der Sowjetunion gab es eine kasachische Landesauswahl der Junioren, die gegen Auswahlmannschaften anderer Sowjetrepubliken antrat. Diese bestritt ihr erstes Spiel am 6. März 1982 im Rahmen der Winterspartakiade in Minsk beim 16:5-Erfolg über Litauen. Als eigenständige Nationalmannschaft ging die Mannschaft 1992 aus der U20-Eishockeynationalmannschaft der Gemeinschaft Unabhängiger Staaten hervor. Sie nahm erstmals 1993 an der Qualifikation zur C-Weltmeisterschaft teil und steht damit auch in der Tradition der sowjetischen Juniorenauswahl. Ihr erstes Spiel gewann sie gegen die belarussische Auswahl 10. November 1992 mit 4:0, scheiterte in der Qualifikation aber letztendlich an der Ukraine, gegen die sie das letzte Qualifikationsspiel mit 0:1 verlor. Bis einschließlich 1998 deckte die U20-Nationalmannschaft den kompletten Juniorenbereich bei den Weltmeisterschaften ab, während die U19-Nationalmannschaft an den Junioren-Europameisterschaften teilnahm. Seit der Einführung der U18-Weltmeisterschaften 1999 vertritt die U20-Nationalmannschaft Kasachstans bei Weltmeisterschaften ausschließlich die Leistungsstufe der U20-Junioren.
Die kasachische U20-Nationalmannschaft nimmt überwiegend an der zweithöchsten Spielklasse der U20-Weltmeisterschaften teil (seit 2001: Division I, zuvor B-Weltmeisterschaft). 1995 nahm die Mannschaft erstmals an der C2-WM teil, nachdem sie zuvor zweimal in der Qualifikation gescheitert war und stieg umgehend in die C-Gruppe auf. In den Folgejahren marschierten die Kasachen bis in die A-Gruppe durch, in der sie erstmals 1998 ankam und sich bis 2001 dort halten konnte. Beste Platzierung war ein sechster Platz bei den Titelkämpfen 1999. Lediglich 2008 und 2009 spielte sie noch einmal für zwei Jahre in der Top-Division, musste dann aber als Zehnter den erneuten Abstieg in die Division I hinnehmen. 2018 gelang nach neun Jahren der Wiederaufstieg in die Erstklassigkeit. Durch zwei Siege in der Abstiegsrunde gegen Dänemark gelang den Kasachen bei der Weltmeisterschaft 2019 beim Turnier in Kanada erstmals seit 2008 der Klassenerhalt in der Top-Division.

## WM-Platzierungen
- 1993 – Quali zur C-WM, 2. Platz
- 1994 – Quali zur C-WM, 3. Platz
- 1995 – C2-WM, 1. Platz
- 1996 – C-WM, 1. Platz
- 1997 – B-WM, 1. Platz
- 1998 – 7. Platz
- 1999 – 6. Platz
- 2000 – 8. Platz
- 2001 – 10. Platz
- 2002 – Division I, 5. Platz
- 2003 – Division I, 3. Platz
- 2004 – Division I, 5. Platz
- 2005 – Division I, 2. Platz
- 2006 – Division I, 2. Platz
- 2007 – Division I, 1. Platz
- 2008 – 8. Platz
- 2009 – 10. Platz
- 2010 – Division I, 4. Platz
- 2011 – Division I, 4. Platz
- 2012 – Division IB, 2. Platz
- 2013 – Division IB, 2. Platz
- 2014 – Division IB, 2. Platz
- 2015 – Division IB, 1. Platz
- 2016 – Division IA, 3. Platz
- 2017 – Division IA, 4. Platz
- 2018 – Division IA, 1. Platz
- 2019 – 9. Platz
- 2020 – 10. Platz
- 2021 – keine Austragung
- 2022 – Division IA, 4. Platz
- 2022 – Division IA, 2. Platz
- 2023 – Division IA, 2. Platz
- 2024 – Division IA, 1. Platz
- 2025 – 10. Platz